# 约翰·加利亚诺
約翰·查爾斯·加利亞諾 CBE，RDI（1960年11月28日—）是一名英國時裝設計師，英國皇家工業設計師。

## 生平
約翰·加利亞諾出生於直布羅陀。他的父親是英國與西班牙混血，而他的母親則是意大利人。4歲的時候，加利亞諾搬到了倫敦東南部的斯特里漢姆，隨後他又搬到了布洛利。

### 巴黎生涯
John Galliano曾於1995年至1996年為紀梵希Givenchy設計高級訂製服裝，其後於1996年至2011年擔任迪奧Dior的高級女裝創作總監。
2011年因为反犹言论与行为，被迪奧开除，位置由拉夫·西蒙取代。
2014年被聘請成為Maison Margiela的創作總監。

## 榮譽
2009年1月1日，約翰·加利亞諾榮膺法國榮譽軍團騎士勳章。

## 個人生活

### 被Dior開除
2011年2月25日約翰·加利亞諾在酒吧侮辱猶太人情侶一案，在巴黎開審。庭上播出了旁人錄下酩酊大醉的加利亞諾在酒吧大聲宣稱「我崇拜希特拉，你的長輩都被毒氣殺死」的片段，並夾帶粗口，他就此事道歉，並辯稱案發時是受藥物及酒精影響。
其律師亦強調，加利亞諾不是反猶太主義者，也不是種族主義者。事件的情侶其實都不是猶太人，是義大利女子及亞洲裔男子。因種族歧視行為，加利亞諾被LVMH開除。

## 外部連結
- 約翰·加利亞諾品牌官網（英文）
- 約翰·加利亞諾 - 時裝品牌網 （页面存档备份，存于）（简体中文）